# Bilousivka, Hlobîne
Bilousivka (în ucraineană Білоусівка) este un sat în comuna Horbî din raionul Hlobîne, regiunea Poltava, Ucraina.

## Demografie
Componența lingvistică a localității Bilousivka
     Ucraineană (94,74%)
     Rusă (5,26%)
Conform recensământului din 2001, majoritatea populației localității Bilousivka era vorbitoare de ucraineană (94,74%), existând în minoritate și vorbitori de rusă (5,26%).